# Tassamert
Tassamert ou Tesmart (em árabe: تسمارت) é uma cidade e comuna localizada na província de Bordj Bou Arreridj, Argélia. Segundo o censo de 2008, a população total da cidade era de 4 123 habitantes.